# Rhytiphora modesta
Rhytiphora modesta là một loài bọ cánh cứng trong họ Cerambycidae.